# 오요도구
오요도구(大淀区)는 오사카부 오사카시에 설치되었던 행정구이다. 현재의 기타구 북부에 해당한다.
1943년 4월 1일, 요사카시의 행정 구역을 개편하면서 히가시요도가와구의 신요도강 남쪽 지역(구 도요사키초와 나카쓰초의 대부분), 니시요도가와구의 일부, 기타구의 일부, 고노하나구의 일부를 합쳐 설립되었다. 1989년 기타구와 합쳐져 새로이 기타구가 만들어지면서 폐지되었다. 